# グルジアのキリスト教
グルジアのキリスト教では、グルジアにおけるキリスト教について概説する。今日、グルジアの大多数の人々が正教会のキリスト教、おおむねグルジア正教会を実践している。その（82%）中の約2%がロシア正教会に所属している。人口の約5.9%がアルメニア教会に所属しているが、そのほとんどは民族アルメニア人である。ローマ・カトリック教徒は人口の約0.8%を占めており、主にグルジアの南部や首都トビリシに居住している。

## 歴史

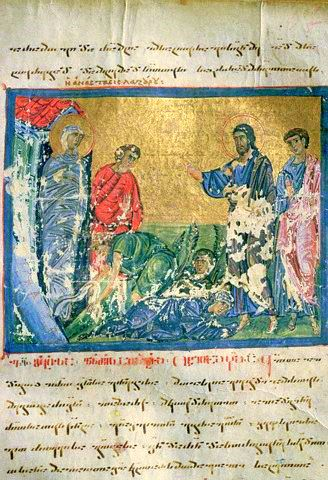
1030年以降に出された稀少なグルジア語訳聖書の一頁で、ラザロの蘇生を描写している

正教会の伝承によると、キリスト教は使徒熱心党のシモンとアンデレによって1世紀にグルジアで最初に宣教されたという。キリスト教は337年にコーカサス・イベリア人（カルトリ人）の国教となった。カルトリ人のキリスト教への回心はカッパドキア出身の聖ニノ（グルジアの亜使徒光照者ニノ）による功績であるとされる。グルジア正教会は本来はアンティオキア教会の一部であったが、その独立正教会を吸収し、5世紀から10世紀にかけてその教義の特殊性を進歩的に発展させた。聖書も5世紀にグルジア語に翻訳され、同時にグルジア文字もその目的のために発展した。他の場所と同様に、グルジアでのキリスト教会は文字言語の発展に関して決定的に重要で、初期の大半の文字言語は宗教的文書だった。グルジア人の新しい信仰はペイガニズムやゾロアスター教に取って代わり、彼らを永久にイスラム教世界とキリスト教世界との対立の前線に置いた。グルジア人は度重なるイスラム教徒による侵略にもかかわらず、ほとんどキリスト教徒であり続け、そして異民族の支配を長く受け続けた。グルジアがロシア帝国に併合された後には、ロシア正教会が1811年にグルジア教会を傘下に置いた。
グルジア教会は1917年にロシアの支配が終わった時、一時的に完全自治独立を回復した。1921年から始まったソ連による支配は、グルジア教会の再活性化を重要な目標とは考えなかった。ソ連の支配はグルジア教会の聖職位階制に厳しい粛正をもたらし、正教会の奉神礼に頻発する弾圧が加えられた。ソ連の他の場所と同様に、多くの教会が破壊され世俗の建物に変えさせられた。この弾圧の歴史は宗教的アイデンティティの合同性を強い民族主義運動や公式かつ政府運営の教会の外で宗教的表現をするというグルジア人の要求へと促進させた。1960年代や1970年代初期には、野党の指導者、特にズヴィアド・ガムサフルディアが堕落した教会の聖職位階制を批判した。イリア2世が1970年代末期にグルジア正教会の総主教（カトリコス）になった後に、グルジア正教会は復活を経験した。1988年にモスクワは総主教に教会を神聖化し再開し始めることを容認し、そして大規模な復興過程が始まった。グルジア正教会はグルジアが1991年に独立を回復して以来、大きな力と完全な独立を取り戻した。

## グルジア使徒伝承独立正教会
グルジア正教会（完全な名称グルジア使徒伝承独立正教会、グルジア語では: საქართველოს სამოციქულო მართლმადიდებელი ავტოკეფალური ეკლესია Sakartvelos Samocikulo Martlmadidebeli Avt'ok'epaluri Ek'lesia）は、世界で最も古いキリスト教会の一つであり、その伝統は一世紀の使徒アンデレの宣教に辿ることが出来る。この教会は東方正教会の一部で自ら意志決定を行う独立正教会である。グルジア正教会は4世紀以来、グルジアのいくつかの地域で国教となっており、同国で多数派を占める宗教である。
グルジアの憲法は、その国の歴史においてグルジア正教会が特別な役割を果たしていると認めているが、同時に国家から教会が独立していることを要求している。国家の教会との関係は2002年の2002年の憲法協定によって規定されている。

## カトリック
グルジア・カトリック教会（もしくはグルジアでのカトリック教会）は、東西教会の分裂以来、常に主にラテン典礼のカトリック教徒によって構成されて来た。18世紀以来、アルメニア典礼によるアルメニア・カトリック教会の教会員の増加も著しい。グルジアのビザンティン典礼のカトリック教徒は常に少なく、教会法27条canon 27が定める、教会の最高権威が自治的であると認めた様に聖職位階制の下にこれらの教会を位置付ける、という規定に基づいて自治権 ("sui iuris") を有する特定教会を構成しない。
全世界で約500人のビザンティン典礼、もしくはギリシア典礼のカトリック教徒がいるとされる。しかし、グルジアの外ではあるが「組織化されていないグルジア・ギリシア・カトリック教会も存在した」あるいは「小さなグルジア・ビザンティン・カトリックの教区がイスタンブールに長きにわたって存在していた」とも言われている。現在ではその教会は司祭無しで運営されている。男子・女子1つずつの「無原罪の御宿り」修道会が1861年に設立されたが、しばらくして消滅した。この修道院は（総主教代理や教区司教といった）いかなる段階であれカトリック教会のコミュニオンの中に承認された特定教会設立せず、加えて言えば教皇庁年鑑で出版される東方典礼カトリック教会のリストには一切掲載されていない。